# Вестсплейнінг
Вестсплейнінг (англ. Westsplaining; поєднання слова west і неформальної форми splaining з герундієм explaining) — пейоративний термін, який критикує спрощені суспільно-політичні погляди західного світу через призму західноєвропейського бачення на Центральну та Східну Європу та її історичні та поточні відносини з Московією, Російською імперією, СРСР та Російською Федерацією.
Набуло вірусної популярності під час російського вторгнення в Україну 2022 року після того, як викладач Варшавського університету Ян Смоленський та науковий співробітник університетів Конкордія та Гарварду Ян Дуткевич визначили це слово як «феномен людей з англосфери, які голосно нав'язують свою аналітичну схему та політичні рецепти на Центральний та Східний Європейський регіони», «ігноруючи голоси з регіону».
Утворене за аналогією з менсплейнінгом, whitesplaining, jewsplaining та rightsplaining — термінів для позначення упередженної чи дискримінаційної манери спілкування за ознакою статі, раси, релігії чи політичної ідентичності.

## Використання до 2022 року
У 2019 році журналіст Едвард Лукас описав термін westsplaining як звичайну подію на конференціях, дипломатичних зустрічах та онлайн-соціальних мережах, в яких західні жителі критикували недовіру східних європейців до «діалогу з Росією». Лукас вважав, що жителями Вестплейна є праві західні люди, які «таємно» захоплюються російськими військовими інтервенціями; ліві західні люди, які бачили НАТО, США та витрати на оборону як «справжнього ворога»; і третя група, які були «просто жадібними». Лукас стверджував, що західна територія призвела до того, що жителі Заходу неправильно оцінили російські загрози та дії проти Західної та Східної Європи і не змогли повчитися у жителів Сходу.

## Російське вторгнення в Україну
У своєму есе від 4 березня 2022 року Ян Смоленський та Ян Дуткевич стверджували в The New Republic, що соціополітичний аналіз російського вторгнення в Україну 2022 року з боку основної англосфери ігнорував аналіз східноєвропейських вчених, які відреагували, описавши це ставлення як західне. Смоленський і Дуткевич звинуватили англосферних вчених і політичних коментаторів з усього політичного спектру, включаючи Джона Міршаймера, Теда Галена Карпентера з Інституту Катона, Вольфганга Стріка, Джеффрі Сакса, Янніса Варуфакіса, Такера Карлсона, Маріану Карлсона, Маріану Карпентера, Маріану з Маццу відносини між НАТО та Росією та США мають першочергове значення, нехтуючи міжнародно-правовим правом України на самовизначення. Смоленський і Дуткевич стверджують, що «[в]західних рамках занепокоєння Росії визнаються, а Східної Європи — ні».
|  | Нас та інших дослідників Східної Європи дратує цей нестримний потік західних науковців і експертів, які змилостившись, вирішили пояснити, що ж відбувається в Україні та Східній Європі. |

Правознавець Патрик Лабуда в цьому контексті описав westsplaining як ігнорування російського імперіалізму як пояснення вторгнення, на користь розширення НАТО як основного причинного фактора. Лабуда заявив, що існує «реальний ризик» того, що юристи-міжнародники можуть зайти на захід у ширшому контексті свого правового аналізу російського вторгнення в Україну 2022 року. Основна теза зводиться до відсутності розуміння реальної причини «розширення НАТО», яке сталося не через імперські амбіції США, а через російську історію вторгнення до сусідніх країн, зокрема багато східноєвропейських держав не забули життя в тоталітарній радянській окупації другої половини XX століття. Вступаючи до НАТО, східноєвропейські країни гарантували собі безпеку та незалежність перед наростанням реваншистських настроїв у Росії.
Східні європейці, включно з анархісткою Зосею Бром і філософом Терезою Гандль, критикували лівих західників, оскільки вони ігнорували самовизначення та політичне діяння східних європейців у контексті дискусій, пов'язаних з вторгненням, і ігнорували російський імперіалізм.
Популярність терміна вестсплейнінг збереглася у червні 2022 року щодо «високостатусних» західних людей у Twitter, які не погодилися з аналогією між російським расизмом щодо українців та расизмом проти чорношкірих американців.
Вестсплейнінг щодо вторгнення також був помічений «уявним апокаліптичним зіткненням між силами „свободи“ та „авторитарної темряви“» та ігнорував питання дискримінації за «статтю, расою, сексуальністю чи незвичайністю».

## Реакції
Вихід польської політичної партії «Ліві разом» з коаліції «Прогресивний інтернаціонал» та з DiEM25 було пов'язано із західним поясненням вторгнення (нездатність однозначно заявити про підтримку українського суверенітету) західних членів коаліції.
Яніс Варуфакіс, грецький економіст і політик, якого Смоленський і Дуткевич звинуватили у західному сплейнінгу, інтерпретував західну течію як заперечення політичної активності східних європейців. Варуфакіс відповів на критику, сказавши, що він усвідомлює думку східців про те, що нерозширення НАТО все одно призвело б до російського вторгнення в Україну, але не погодився з цим. Він стверджував, що як точка зору східців, так і альтернативна гіпотеза про те, що нерозширення НАТО не призвело б до війни і «небезпечної напруженості в Східній Європі», є недоказовими контрафактами, і що описування його як західника не є виправданим як частина шанобливого діалогу між лівими.